# Канада на Светском првенству у атлетици у дворани 2018.
Канада је учествовала на 17. Светском првенству у атлетици у дворани 2018. одржаном у Бирмингему од 1. до 4. марта седамнаести пут, односно учествовала је на свим првенствима до данас. Репрезентацију Канаде представљало је 15 такмичара (4 мушкарца и 11 жена), који су се такмичили у 13 дисциплина (4 мушке и 9 женских).,
На овом првенству Канада је по броју освојених медаља делила 18. место са освојеном 1 медаљом (сребрна).
Поред медаља такмичари Канаде оборили су 1 национални и 10 личних рекорда и остварили 3 најбоља лична резултата сезоне.
У табели успешности према броју и пласману такмичара који су учествовали у финалним такмичењима (првих 8 такмичара) Канада је са 3 учесника у финалу заузела 21. место са 12 бодова.
| Плас. | Земља  | 1. место | 2. место | 3. место | 4. место | 5. место | 6. место | 7. место | 8. место | Бр. финал. | Бод. |
| ----- | ------ | -------- | -------- | -------- | -------- | -------- | -------- | -------- | -------- | ---------- | ---- |
| 21.   | Канада | 0        | 1        | 0        | 0        | 0        | 1        | 1        | 0        | 3          | 12   |

## Учесници
| Мушкарци: - Џонатан Кабрал — 60 м препоне - Шонаси Барбер — Скок мотком - Тим Недов — Бацање кугле - Демијан Ворнер — Седмобој | Жене: - Кристал Емануел — 60 м - Келси Балквил — 400 м - Травија Џоунс — 400 м - Џена Веставеј — 800 м - Кејт Ван Баскирк — 1.500 м - Габријела Стафорд — 1.500 м - Женевјев Лалонд — 3.000 м - Анђела Вајт — 60 м препоне - Алиша Њумен — Скок мотком - Кристабел Нети — Скок удаљ - Британи Кру — Бацање кугле |  |

## Освајачи медаља (1)

### Сребро (1)
- Демијан Ворнер — Седмобој

## Резултати

### Мушкарци
| Атлетичар      | Дисциплина   | Лични рекорд | Квалификације | Квалификације | Полуфинале | Полуфинале | Финале               | Финале      | Детаљи |
| Атлетичар      | Дисциплина   | Лични рекорд | Резултат      | Место         | Резултат   | Место      | Резултат             | Место       | Детаљи |
| -------------- | ------------ | ------------ | ------------- | ------------- | ---------- | ---------- | -------------------- | ----------- | ------ |
| Џонатан Кабрал | 60 м препоне | 7,62         | 7,70 КВ       | 3. у гр. 5    | 7,71       | 6. у гр. 3 | Није се квалификовао | 9 / 37 (38) |        |
| Шонаси Барбер  | Скок мотком  | 6,00 НР      |               |               |            |            | 5,45                 | 15 / 15     |        |
| Тим Недов      | Бацање кугле | 21,33        | 20,82         | 9 / 16        |            |            |                      |             |        |

Седмобој
| Дисциплина   | Демијан Ворнер | Демијан Ворнер | Демијан Ворнер | Демијан Ворнер | Демијан Ворнер | Демијан Ворнер |
| Дисциплина   | Лич. рек.      | Резултат       | Бод.           | Плас.          | Укупно         | Плас.          |
| ------------ | -------------- | -------------- | -------------- | -------------- | -------------- | -------------- |
| 60 м         | 6,75           | 6,74 ЛР        | 977            | 1              | 977            | 1.             |
| Скок удаљ    | 7,53           | 7,39           | 908            | 5.             | 1.885          | 1.             |
| Бацање кугле | 13,86          | 14,90 ЛР       | 784            | 3.             | 2.669          | 2.             |
| Скок увис    | 2,00           | 2,02 ЛР        | 822            | 4              | 3.491          | 2.             |
| 60 м препоне | 7,63           | 7,67 ЛРС       | 1.066          | 1.             | 4.557          | 2.             |
| Скок мотком  | 4,80           | 4,90 ЛР        | 880            | 7              | 5.437          | 2.             |
| 1.000 м      | 2:37,98        | 2:37,12 ЛР     | 906            | 1.             | 6.343          | 2.             |
| Седмобој     | 6.129          |                |                |                | 6.343 ЛР       |                |

### Жене
| Атлетичарка       | Дисциплина   | Лични рекорд | Квалификације | Квалификације | Полуфинале            | Полуфинале            | Финале                | Финале       | Детаљи |
| Атлетичарка       | Дисциплина   | Лични рекорд | Резултат      | Место         | Резултат              | Место                 | Резултат              | Место        | Детаљи |
| ----------------- | ------------ | ------------ | ------------- | ------------- | --------------------- | --------------------- | --------------------- | ------------ | ------ |
| Кристал Емануел   | 60 м         | 7,23         | 7,26 кв, ЛРС  | 4. у гр. 3    | 7,27                  | 6. у гр. 2            | Није се квалификовала | 18 / 47      |        |
| Келси Балквил     | 400 м        | 52,64        | 53,29         | 4. у гр. 3    | Нису се квалификовале | Нису се квалификовале | Нису се квалификовале | 19 / 31 (34) |        |
| Травија Џоунс     | 400 м        | 2:03,52      | 53,31         | 4. у гр. 2    | Нису се квалификовале | Нису се квалификовале | Нису се квалификовале | 20 / 31 (34) |        |
| Џена Веставеј     | 800 м        | 2:01,22      | 2:03,91       | 4. у гр. 2    |                       |                       | Нису се квалификовале | 12 / 14 (15) |        |
| Кејт Ван Баскирк  | 1.500 м      | 4:12,47      | 4:09,42 ЛР    | 3. у гр. 2    | 10 / 25 (26)          |                       | Нису се квалификовале |              |        |
| Габријела Стафорд | 1.500 м      | 4:11,46      | 4:09,94 ЛР    | 5. у гр. 1    | 13 / 25 (26)          |                       | Нису се квалификовале |              |        |
| Женевјев Лалонд   | 3.000 м      | 8:49,78      |               |               |                       |                       | 9:03,91               | 11 / 14      |        |
| Анђела Вајт       | 60 м препоне | 7,92         | 8,21 =ЛРС     | 6. у гр. 4    | Није се квалификовала | Није се квалификовала | Није се квалификовала | 25 / 36 (37) |        |
| Алиша Њумен       | Скок мотком  | 4,66 НР      |               |               |                       |                       | 4,70 НР, ЛР           | 6 / 12       |        |
| Кристабел Нети    | Скок удаљ    | 6,99         | 6,63 ЛРС      | 7 / 13        |                       |                       |                       |              |        |
| Британи Кру       | Бацање куге  | 18,20 НР     | 17,61         | 10 / 15       |                       |                       |                       |              |        |